# Guilty All the Same
«Guilty All the Same» — (в пер. з англ. «Все Одно Винний») пісня, записана американської рок-групою
Linkin Park спільно з репером Ракімом для шостого студійного альбому Linkin Park The Hunting Party. 6 березня 2014 композиція стала була доступна в сервісі Shazam, а на день пізніше відбувся реліз як синглу. «Guilty All the Same» став 27 комерційним синглом в дискографії Linkin
Park

## Про сингл

### Запис і анонс
В інтерв'ю Radio.com Честер Беннінгтон і Майк Шинода описали «Guilty All the Same», як трек, який може показати групу з найкращого боку. Шинода також додав:
««Кілька місяців тому я створив небагато демозаписей і заготовок, і вони підходили під критерії того, що можна було б грати по радіо. Я прослухав багато інді-музики..., послухав думки людей і зрозумів, що не хочу робити подібне. Коли частина [матеріалу] була готова, я «загорівся» питанням, чи не виявиться це пустушкою?
У кінцевому підсумку це вилилося в нинішню запис."
Оригінальний текст (англ)ф:
A few months ago I was making some demos and writing this stuff and it sounded like something that you could play on the radio. I listen to a lot of indie music… and I was listening to the demos and thought, I don’t want to make any of that music. What is it that’s not out there right now that I’m all about, that I’m fired up about that is a void? It ended up being this new material»»
У тому ж самому інтерв'ю Майк Шинода розповів про плани запросити до запису
репера Ракіма. Шинода спочатку збирався читати реп в зв'язці нової пісні, але він відмовився від цієї ідеї, вважаючи це занадто передбачуваним. Учасникам групи вдалося зв'язатися з Ракімом через їх музичного інженера. На пропозицію Linkin Park репер відповів згодою.
Композиція «Guilty All the Same» має довге інструментальне вступ, за яким слідує агресивне звучання гітар і барабанів в
поєднанні з мелодійним, але в деяких місцях різким, вокалом Честера Беннінгтона, в той час як Ракім використовував речитатив, подібний за манерою виконання артистів золотої ери хіп-хопу. Композиція «Guilty All the Same» багато в чому схожа з ранніми роботами Linkin Park, зокрема з альбомами Hybrid Theory і Meteora '.
.

### Музичне Відео
Промо-відео до пісні створювалося у співпраці з Microsoft. Сам кліп «Guilty All the Same» призначений для того, щоб шанувальники групи могли редагувати
його за допомогою програми-гейммейкера Project Spark, тим самим даючи можливість самому міняти хід відеокліпу і «пройти» його як комп'ютерну гру .

### Відгуки
Тарун Мазурдам, редактор International Business Times, написав до пісні позитивний огляд, стверджуючи, що «вокал приємно гармоніює із інструментовкою». Енді Уолш з Renowned for Sound присудив синглу 3.5 зірки з 5, назвавши жорсткість «Guilty All the Same» «довгоочікуваним
поверненням» Linkin Park до старого звучання .

## Список композицій
| Версія для завантаження | Версія для завантаження                  | Версія для завантаження      | Версія для завантаження  | Версія для завантаження |
| #                       | Назва                                    | Автор                        | Продюсер(и)              | Тривалість              |
| ----------------------- | ---------------------------------------- | ---------------------------- | ------------------------ | ----------------------- |
| 1.                      | «Guilty All the Same» (при участі Rakim) | Linkin Park, William Griffin | Бред Делсон, Майк Шинода | 5:55                    |

| Промо-CD | Промо-CD                             | Промо-CD    | Промо-CD       | Промо-CD   |
| #        | Назва                                | Автор       | Продюсер(и)    | Тривалість |
| -------- | ------------------------------------ | ----------- | -------------- | ---------- |
| 1.       | «Guilty All the Same» (радіо версія) | Linkin Park | Делсон, Шинода | 3:52       |

## Музиканти
- Честер Беннінґтон — вокал
- Майк Шинода — ритм-гітара, клавішні
- Бред Делсон — соло-гітара
- Девід Майкл Фаррел — бас-гітара
- Джо Ган — тьорнтейблізм, семплінг, програмінг
- Роберт  Бурдон — ударні
- Ракім — речитатив

## Позиції в чартах
| Чарт (2014)                                    | Найвища позиція |
| ---------------------------------------------- | --------------- |
| Австрія (Ö3 Austria Top 75)                    | 48              |
| Франція (SNEP)                                 | 141             |
| Німеччина (Media Control AG)                   | 32              |
| Швейцарія (Media Control AG)                   | 50              |
| UK Singles Chart                               | 138             |
| UK Rock Chart                                  | 3               |
| США Bubbling Under Hot 100 Singles (Billboard) | 17              |
| Rock Airplay (Billboard)                       | 8               |
| Rock Songs (Billboard)                         | 19              |
| Alternative Songs (Billboard)                  | 21              |
| Hot Mainstream Rock Tracks (Billboard)         | 1               |
| Canadian rock/alternative chart                | 35              |
| Active Rock                                    | 11              |